# Ban Hatgnao
Ban Hatgnao – wieś położona w południowo-wschodnim Laosie, w prowincji Attapu, w dystrykcie Sanamxay.